# Leichtathletik-Europameisterschaften 1982/800 m der Männer

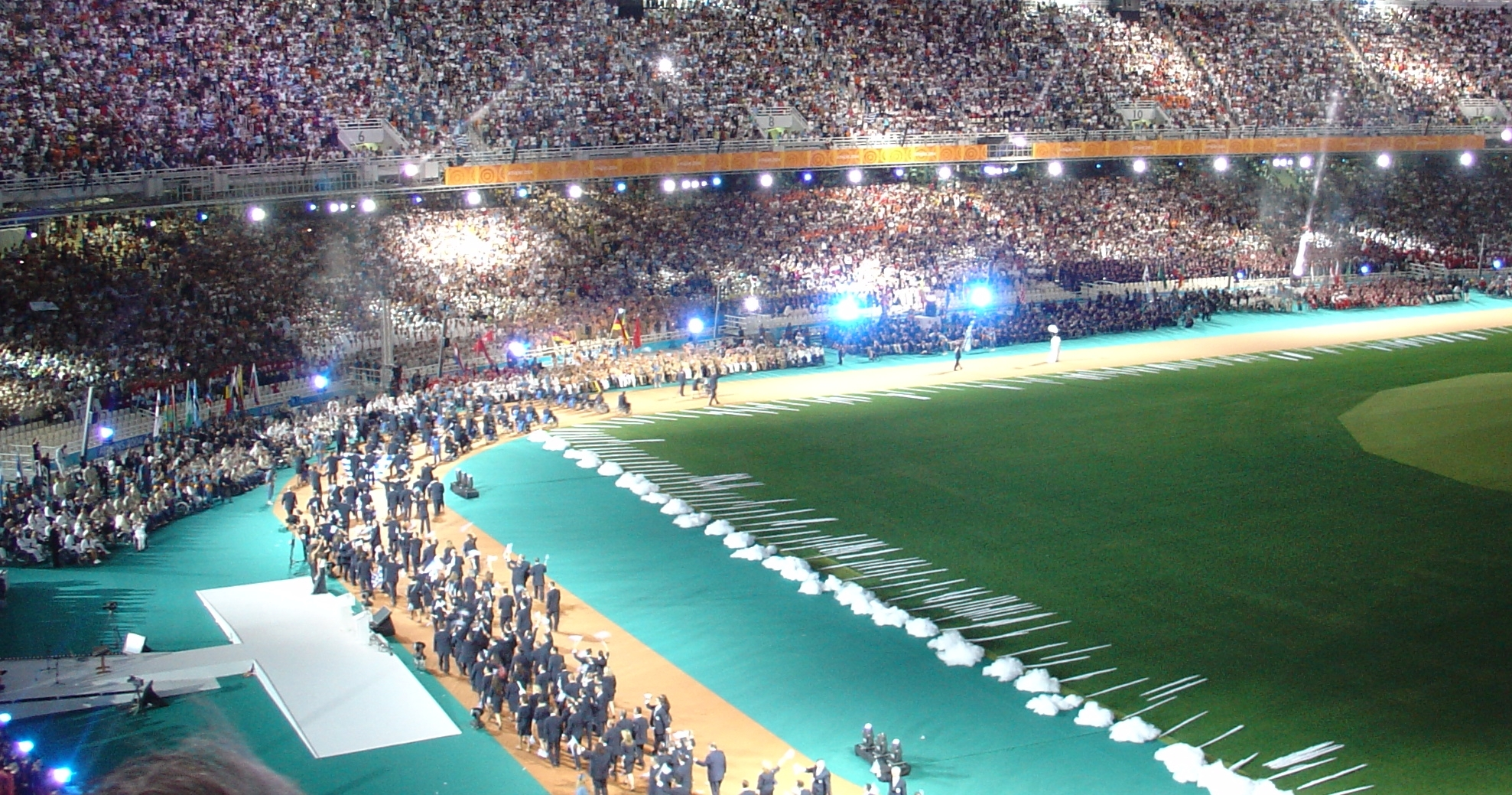
Das Athener Olympiastadion bei der Eröffnung der Paralympics 2004

Der 800-Meter-Lauf der Männer bei den Leichtathletik-Europameisterschaften 1982 wurde vom 6. bis 8. September 1982 im Olympiastadion von Athen ausgetragen.
Europameister wurde überraschend der bundesdeutsche Läufer Hans-Peter Ferner. Er gewann vor dem britischen 1500 Meter-Olympiasieger von 1980 und Weltrekordinhaber Sebastian Coe, der über 800 Meter 1980 auch Olympiazweiter und 1978 EM-Dritter war. Bronze ging an den Finnen Jorma Härkönen.

## Bestehende Rekorde
| Weltrekord           | 1:41,73 min | Sebastian Coe | Florenz, Italien          | 20. Juni 1981   |
| Europarekord         | 1:41,73 min | Sebastian Coe | Florenz, Italien          | 20. Juni 1981   |
| Meisterschaftsrekord | 1:43,84 min | Olaf Beyer    | EM Prag, Tschechoslowakei | 31. August 1978 |

Die Rennen dieses Wettbewerbs hier in Athen waren ausnahmslos auf einen Finalsprint ausgerichtet und wurden ohne besonders hohes Tempo gelaufen. So wurde der bestehende EM-Rekord nicht erreicht. Die schnellste Zeit erzielte der bundesdeutsche Europameister Hans-Peter Ferner im Finale mit 1:46,33 min, womit er 2,49 Sekunden über dem Rekord blieb. Zum Welt- und Europarekord fehlten ihm 4,60 Sekunden.

## Vorrunde
6. September 1982
Die Vorrunde wurde in vier Läufen durchgeführt. Die ersten drei Athleten pro Lauf – hellblau unterlegt – sowie die darüber hinaus vier zeitschnellsten Läufer – hellgrün unterlegt – qualifizierten sich für das Halbfinale.

### Vorlauf 1
| Platz | Name                 | Nation         | Zeit (min) |
| ----- | -------------------- | -------------- | ---------- |
| 1     | Sebastian Coe        | Großbritannien | 1:48,66    |
| 2     | Hans-Peter Ferner    | BR Deutschland | 1:48,67    |
| 3     | José Marajo          | Frankreich     | 1:49,12    |
| 4     | Anatolij Reschetnjak | Sowjetunion    | 1:49,23    |
| 5     | Julien Michiels      | Belgien        | 1:49,69    |
| 6     | Carlos Cabral        | Spanien        | 1:49,84    |
| 7     | Donato Sabia         | Italien        | 1:50,27    |

### Vorlauf 2
| Platz | Name                 | Nation         | Zeit (min) |
| ----- | -------------------- | -------------- | ---------- |
| 1     | Olaf Beyer           | DDR            | 1:47,97    |
| 2     | Rob Druppers         | Niederlande    | 1:48,24    |
| 3     | Willi Wülbeck        | BR Deutschland | 1:48,40    |
| 4     | Philippe Dupont      | Frankreich     | 1:48,61    |
| 5     | Spyros Spyrou        | Griechenland   | 1:49,11    |
| 6     | José Antonio Pacheco | Spanien        | 1:50,03    |

### Vorlauf 3
| Platz | Name                 | Nation         | Zeit (min) |
| ----- | -------------------- | -------------- | ---------- |
| 1     | Hans-Joachim Mogalle | DDR            | 1:48,02    |
| 2     | Matthias Assmann     | BR Deutschland | 1:48,14    |
| 3     | Andrés Vera          | Spanien        | 1:48,24    |
| 4     | Alexej Litwinow      | Sowjetunion    | 1:48,36    |
| 5     | Didier Le Guillou    | Frankreich     | 1:48,36    |
| 6     | Klas-Göran Nissén    | Schweden       | 1:50,46    |
| 7     | John Chappory        | Gibraltar      | 1:53,02    |

### Vorlauf 4
| Platz | Name               | Nation         | Zeit (min) |
| ----- | ------------------ | -------------- | ---------- |
| 1     | Detlef Wagenknecht | DDR            | 1:47,67    |
| 2     | Colomán Trabado    | Spanien        | 1:47,69    |
| 3     | Jorma Härkönen     | Finnland       | 1:47,92    |
| 4     | Garry Cook         | Großbritannien | 1:48,14    |
| 5     | Arno Körmeling     | Niederlande    | 1:48,48    |
| 6     | Jón Didriksson     | Island         | 1:50,30    |

## Halbfinale
7. September 1982
In den beiden Halbfinalläufen qualifizierten sich die jeweils ersten vier Athleten – hellblau unterlegt – für das Finale.

### Lauf 1

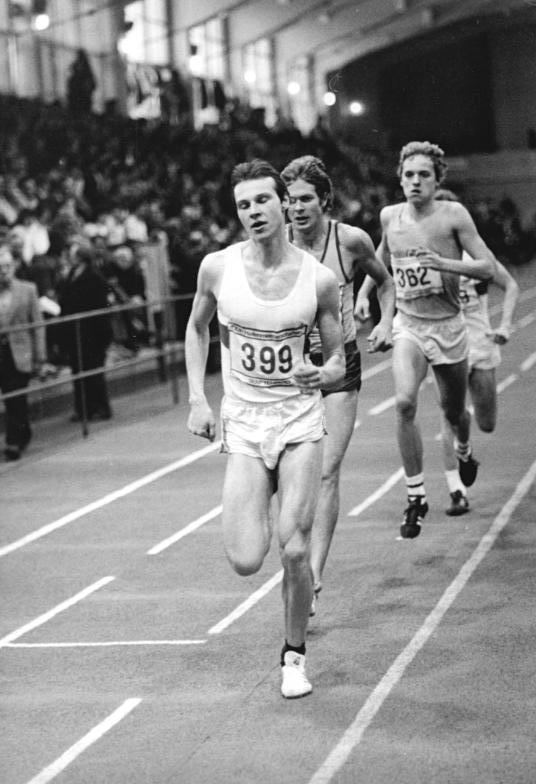
Hans-Joachim Mogalle (hier als Führender) schied als Siebter des ersten Halbfinals aus

| Platz | Name                 | Nation         | Zeit (min) |
| ----- | -------------------- | -------------- | ---------- |
| 1     | Hans-Peter Ferner    | BR Deutschland | 1:48,71    |
| 2     | Rob Druppers         | Niederlande    | 1:48,92    |
| 3     | Garry Cook           | Großbritannien | 1:49,03    |
| 4     | Detlef Wagenknecht   | DDR            | 1:49,11    |
| 5     | Matthias Assmann     | BR Deutschland | 1:49,19    |
| 6     | Colomán Trabado      | Spanien        | 1:49,38    |
| 7     | Hans-Joachim Mogalle | DDR            | 1:49,58    |
| 8     | Didier Le Guillou    | Frankreich     | 1:51,74    |

### Lauf 2

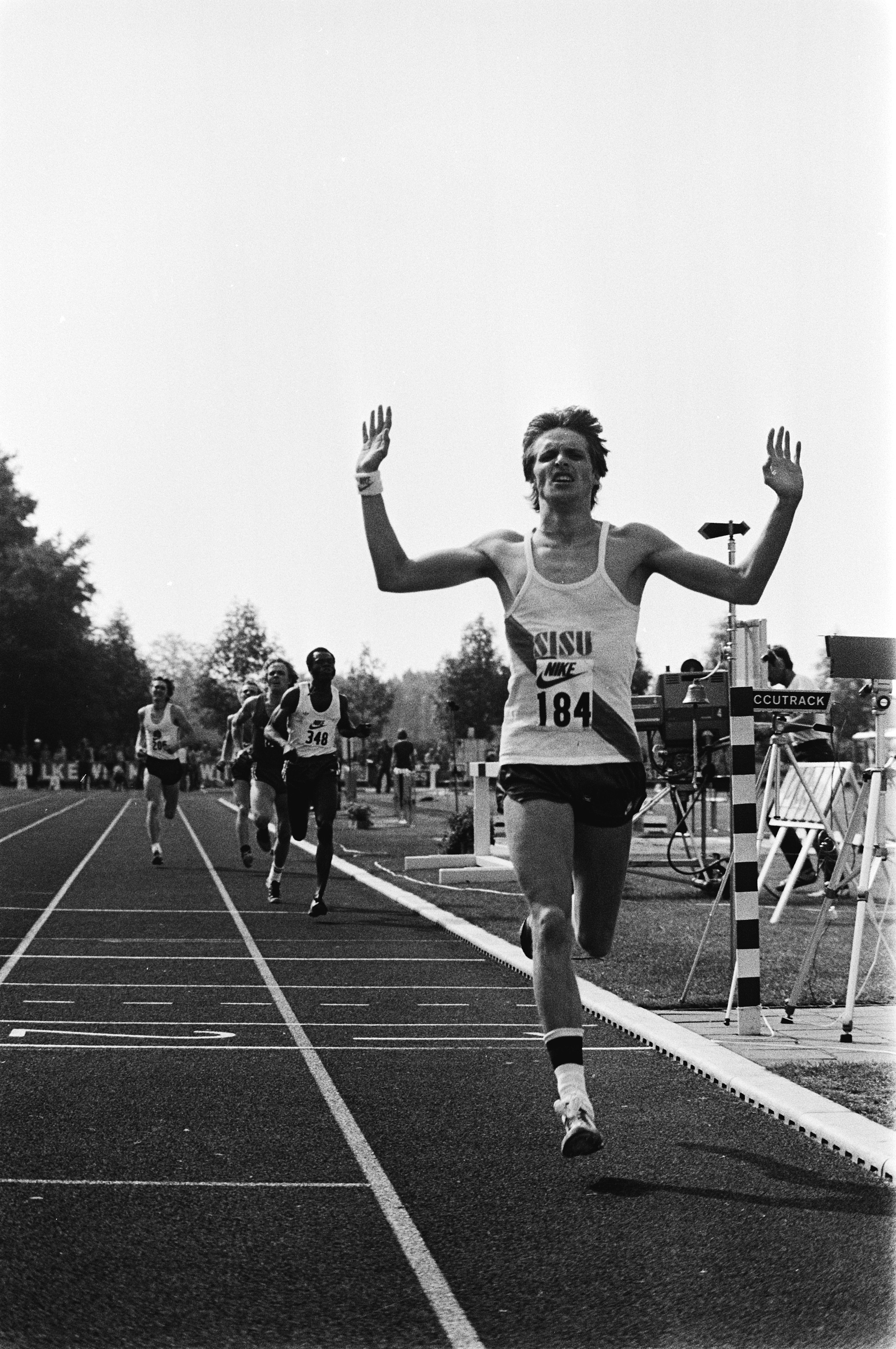
Arno Körmeling – ausgeschieden als Siebter des zweiten Halbfinals

| Platz | Name            | Nation         | Zeit (min) |
| ----- | --------------- | -------------- | ---------- |
| 1     | Sebastian Coe   | Großbritannien | 1:47,98    |
| 2     | Olaf Beyer      | DDR            | 1:48,05    |
| 3     | Willi Wülbeck   | BR Deutschland | 1:48,16    |
| 4     | Jorma Härkönen  | Finnland       | 1:48,22    |
| 5     | Alexej Litwinow | Sowjetunion    | 1:48,38    |
| 6     | José Marajo     | Frankreich     | 1:48,49    |
| 7     | Arno Körmeling  | Niederlande    | 1:49,20    |
| 8     | Andrés Vera     | Spanien        | 1:49,35    |

## Finale

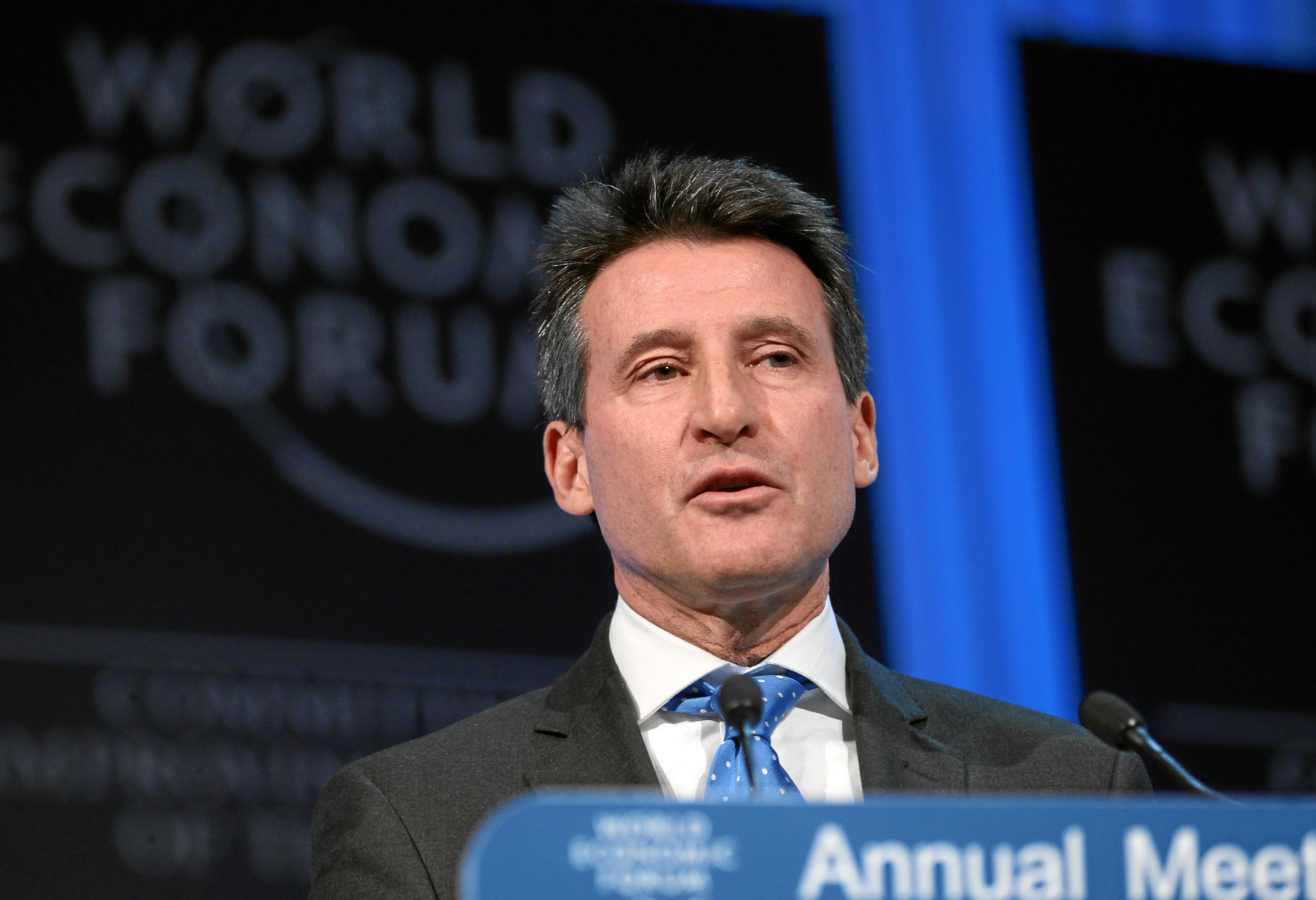
Favorit Sebastian Coe, heutiger Präsident des Weltleichtathletikverbands, musste sich mit Silber zufriedengeben

8. September 1982Uhr
| Platz | Name               | Nation         | Zeit (min) |
| ----- | ------------------ | -------------- | ---------- |
| 1     | Hans-Peter Ferner  | BR Deutschland | 1:46,33    |
| 2     | Sebastian Coe      | Großbritannien | 1:46,68    |
| 3     | Jorma Härkönen     | Finnland       | 1:46,90    |
| 4     | Garry Cook         | Großbritannien | 1:46,94    |
| 5     | Rob Druppers       | Niederlande    | 1:47,06    |
| 6     | Detlef Wagenknecht | DDR            | 1:47,06    |
| 7     | Olaf Beyer         | DDR            | 1:47,36    |
| 8     | Willi Wülbeck      | BR Deutschland | 1:48,90    |

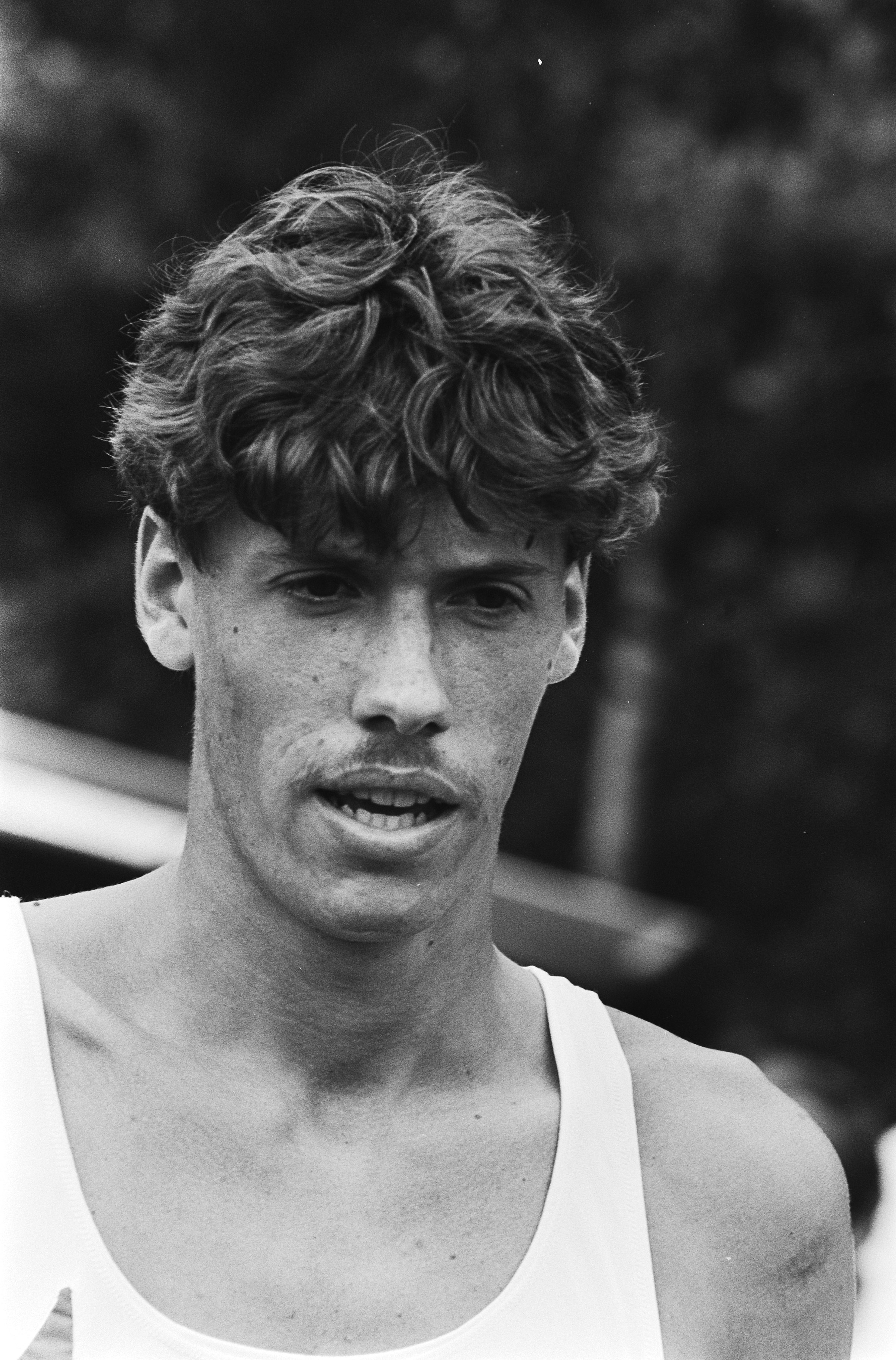
Rob Druppers erreichte Platz fünf
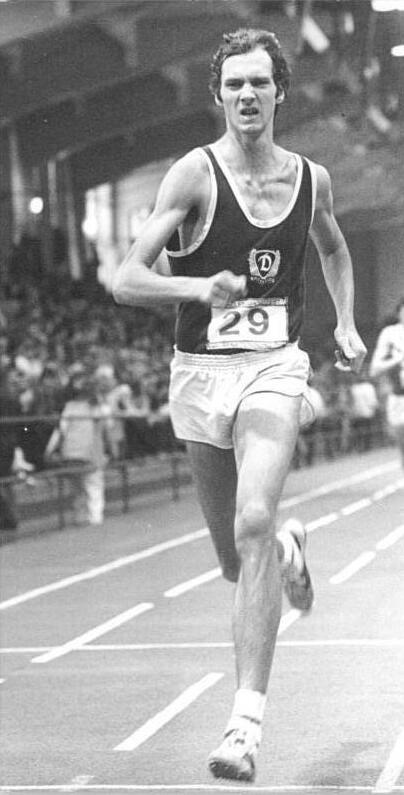
Detlef Wagenknecht kam auf den sechsten Platz
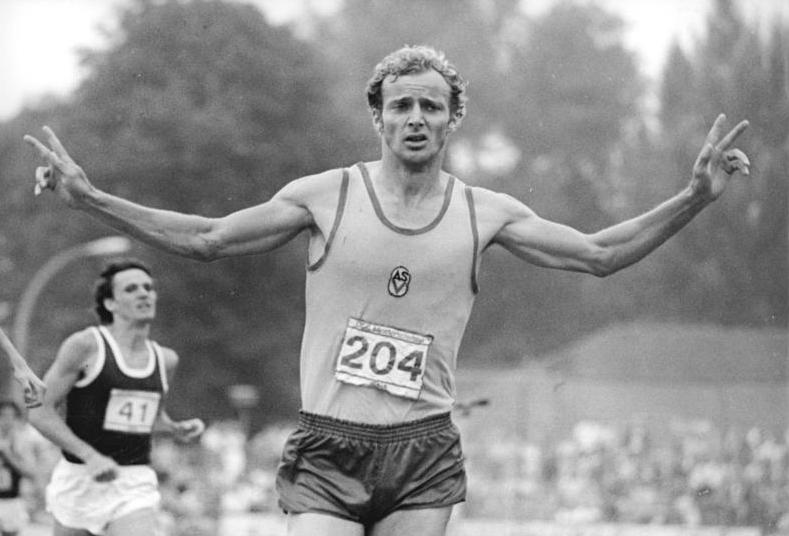
Titelverteidiger Olaf Beyer belegte Rang sieben

## Videolink
- 1982 European 800m - men, www.youtube.com, abgerufen am 29. November 2022